# Bel Air North
Bel Air North statisztikai település az USA Maryland államában, Harford megyében. Lakosainak száma 31 841 fő (2020. április 1.).

## Népesség
A település népességének változása:
| Lakosok száma | 25 798 | 30 568 | 31 841 |
|               | 2000   | 2010   | 2020   |